# James Bagshaw
John James Bagshaw (Derby, Inglaterra, Reino Unido, 25 de diciembre de 1885 - Nottingham, Inglaterra, Reino Unido, 25 de agosto de 1966 fue un futbolista británico que se desempeñaba en cualquiera de las posiciones de la defensa. Desarrolló la mayoría de su carrera en el Derby County. Asimismo, fue seleccionado para jugar con el combinado inglés en una ocasión.

## Biografía
Bagshaw nació en Derby en 1885 y se unió al club local en octubre de 1906. Sin embargo, su carrera con el equipo se vio interrumpida por la Primera Guerra Mundial, durante la cual se suspendieron las competiciones de liga. Bagshaw disputó varios encuentros amistosos con el Notts County a lo largo del desarrollo de la contienda. Tras el final de la misma, volvió a Derby para jugar nuevamente con el Derby County. En 1919 jugó su único partido con la selección absoluta de Inglaterra. Asimismo, participó en otro partido, de carácter no oficial, con el combinado nacional.
En febrero de 1920, Bagshaw dejó el Derby County, habiendo ganado dos títulos de la Second Division. Se unió al Notts County y, poco después, el Watford se hizo con sus servicios tras pagar doscientas libras esterlinas en mayo de 1921. Disputó un total de catorce encuentros con el equipo, todos ellos ligueros.
En 1922 llegó libre al Ilkeston United y más tarde firmó un contrato con el Grantham. Tras su retirada del fútbol profesional, Bagshaw trabajó como ojeador para el Nottingham Forest, el Notts County y el Coventry City. Además, formó parte del equipo técnico del Forest durante la Segunda Guerra Mundial.
Falleció en la ciudad de Nottingham en agosto de 1966, a los 80 años de edad.

### Trayectoria
| Club               | País       | Temporadas | Partidos | Goles |
| ------------------ | ---------- | ---------- | -------- | ----- |
| Derby County F. C. | Inglaterra | 1906-1920  | —        | —     |
| Notts County F. C. | Inglaterra | 1920-21    | —        | —     |
| Watford F. C.      | Inglaterra | 1921-22    | 14       | 0     |
| Ilkeston United    | Inglaterra | 1922-¿?    | —        | —     |
| Grantham           | Inglaterra | ¿?-¿?      | —        | —     |

### Citas
1. 1 2 3 4 5  «John James Bagshaw» (en inglés). England stats. Consultado el 12 de marzo de 2015.
2. 1 2 3 4 5 6 7 8 9 10 11  Jones, 1996, p. 29.